# قاسم عبد
قاسم عبد: مخرج ومنتج ومدير تصوير من اصل عراقي، حائز على عدة جوائز وهو مصور لجميع أفلامه. تخرج من معهد الفنون الجميلة في بغداد وحصل على درجة الماجستير من معهد السينما في موسكو. ثم انتقل إلى لندن عام 1982 حيث استمر في العيش والعمل كمخرج.
شارك بتأسيس كلية السينما والتلفزيون المستقلة الغير ربحية في بغداد في 2004 مع زميلته المخرجة العراقية البريطانية ميسون عدنان باججي وفاز طلابه المتدربين في العراق ب 22 جائزة في المهرجانات السينمائية المحلية والدولية.
في الآونة الأخيرة، كان قاسم عضو لجنة تحكيم في مهرجان أبوظبي السينمائي 2010 ومهرجان الإسماعيلية السينمائي الدولي عام 2013 ورئيس لجنة التحكيم في مهرجان السودان للسينما المستقلة 2020. أيضا كان المدير المنظم لمهرجان الفيلم الوثائقي عام 2011 في بغداد ومهرجان عين بغداد 2012 في العراق.
وعمل رئيسا لقسم البرامج الوثائقية في محطة MBC الفضائية العربية في لندن ورئيس قسم التصوير في قناة ANN الفضائية في التسعينات.

## أعماله

### أفلام وثائقية
- وسط حقول الذرة الغريبة (1991)
- ناجي العلي، فنان ذو رؤيا (1999)
- حاجز سورد (2005)
- حياة ما بعد السقوط (2008)
- اجنحة الروح (2011)
- همس المدن (2014)
- مرايا الشتات (2018)
- غايب - الحاضر الغائب (2021)

## جوائز
ناجي العلي (فنان ذو رؤيا) جائزة الجمهور- مهرجان السينما العربية المستقلة لندن 1999/ جائزة النقاد - مهرجان حقوق الإنسان في رام الله فلسطين 2000
حاجز سردا جائزة أفضل تصوير- مهرجان العراق للفلم القصير 2005
حياة ما بعد السقوط جائزة أفضل فيلم في «مهرجان ميونيخ الدولي للأفلام الوثائقية» 2008 / جائزة الصقر الذهبي في مهرجان الفلم العربي في روتردام 2008 / جائزة أفضل فلم وثائقي في مهرجان الفلم العربي كاليفورنيا 2009 / أفضل فلم وثائقي في مهرجان الخليج 2009.
همس المدن جائزة تقديرية من مهرجان سينما الواقع باريس 2014
مرايا الشتات جائزة النقاد مهرجان مسقط السينمائي الدولي / جائزة تقديرية مهرجان وهران الدولي 2018 / 
جائزة الصداقة السردينية الفلسطنية في مهرجان الأرض ساردينية 2019

## وصلات خارجية
- قاسم عبد على موقع IMDb (الإنجليزية)
- قاسم عبد على موقع أول موفي (الإنجليزية)

Kasim Abid - www.kasimabid.com
Whispers of the Cities www.whispersofthecities.com
Independent Film & TV Collage – Baghdad www.iftvc.org
Documentary Film Festival – Baghdad www.dffiq.com
Baghdad eye- Human Right Film Festival www.baghdadeye.org
Maysoon Pachachi www.oxymoronfilms.com